# Брухкёбель
Брухкёбель (нем. Bruchköbel) — город в Германии, в земле Гессен. Подчинён административному округу Дармштадт. Входит в состав района Майн-Кинциг.  Население составляет 20 572 человека (на 31 декабря 2010 года). Занимает площадь 29,67 км². Официальный код  —  06 4 35 006.
Город подразделяется на 5 городских районов.